# 塞梅阿克-布拉雄
塞梅阿克-布拉雄（法語：Séméacq-Blachon，法語發音：[semeak blaʃɔ̃]）是法国大西洋比利牛斯省的一个市镇，属于波城区。

## 地理
塞梅阿克-布拉雄（43°29'59"N, 0°6'43"W）面积10.92 平方千米，位于法国新阿基坦大区大西洋比利牛斯省，该省份为法国东南部省份，涵盖了贝阿恩与北巴斯克，西临大西洋比斯開灣，北至朗德省，东北接热尔省，东临上比利牛斯省，南与西班牙接壤。
与塞梅阿克-布拉雄接壤的市镇（或旧市镇、城区）包括：阿里科-博尔德、欧里永-伊代尔讷、卡斯蒂永（朗贝县）、科贝尔-阿贝尔、克鲁塞耶、拉塞尔、蒙科、蒙珀扎。

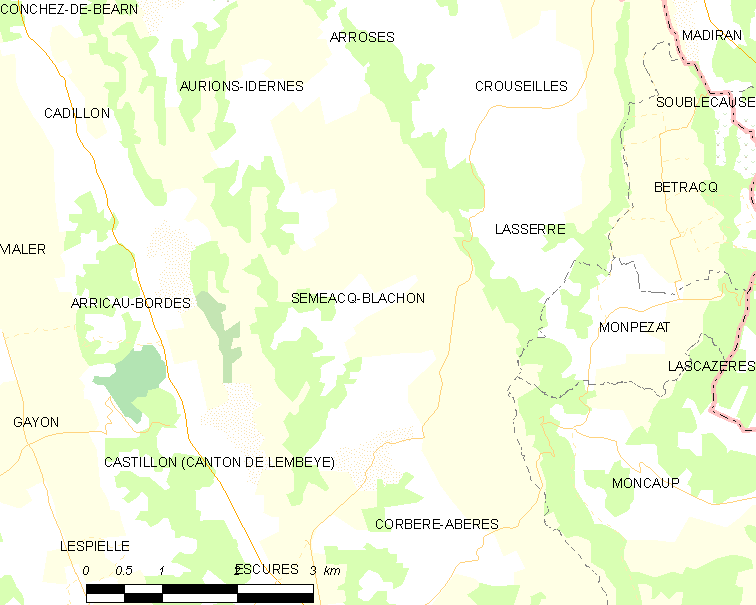
塞梅阿克-布拉雄的OSM定位图

塞梅阿克-布拉雄的时区为UTC+01:00、UTC+02:00（夏令时）。

## 行政
塞梅阿克-布拉雄的邮政编码为64350，INSEE市镇编码为64517。

## 政治
塞梅阿克-布拉雄所属的省级选区为吕伊河土地和维克比伊山坡县。

## 人口

1962-2008年间塞梅阿克-布拉雄人口变化图示

塞梅阿克-布拉雄于2022年1月1日时的人口数量为156人。